# Chanpurū

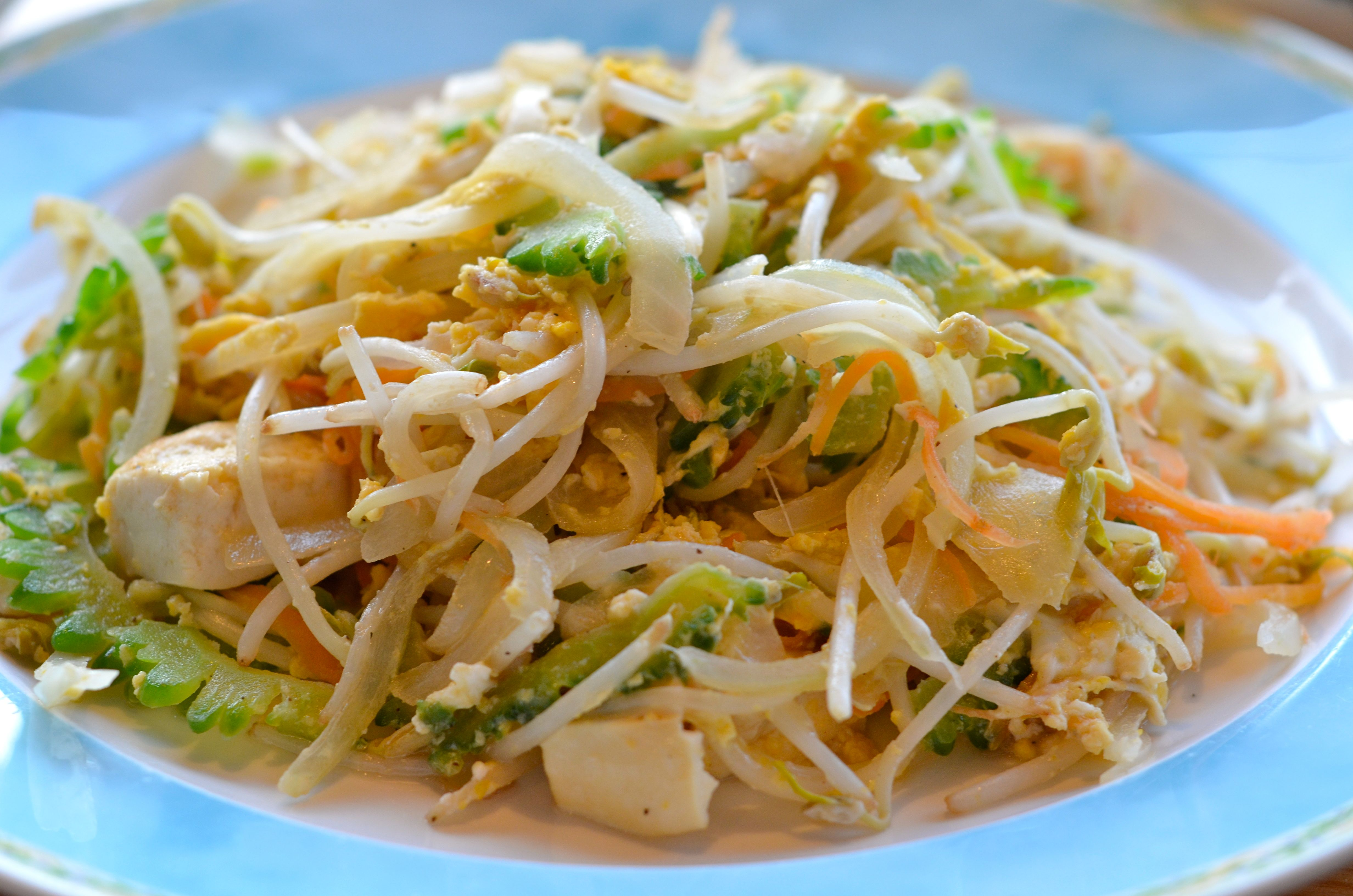
Goya chanpurū (chanpurū au concombre amer).

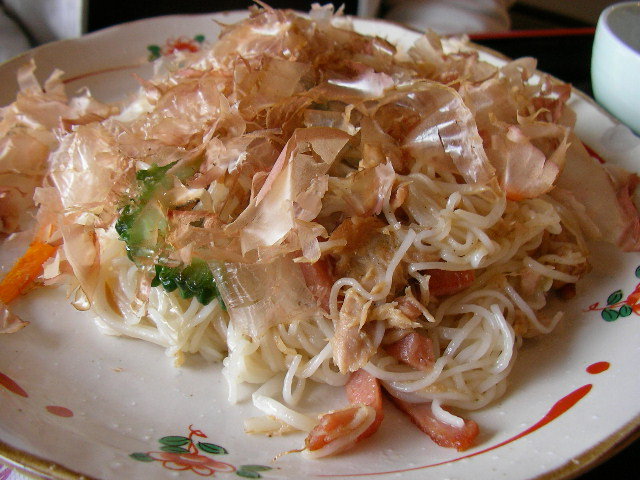
Sōmen chanpurū.

Le chanpurū (チャンプルー) est un type de plat sauté de la cuisine d'Okinawa (typique de l'ancien royaume de Ryūkyū).
Il est généralement composé de tofu, combiné avec différents types de légumes, viandes ou poissons. Les charcuteries de type Spam, les œufs, les germes de soja (moyashi) ou le concombre amer (gōyā) sont des ingrédients que l'on trouve couramment dans ce plat.